# Доказанная невиновность (телесериал)
«Доказанная невиновность» (англ. Proven Innocent) - американская юридическая драма, премьера которой состоялась на американском телеканале FOX 15 февраля 2019 года.

## Сюжет
Мадлен Скотт рано испытала на себе ошибки правосудия: ее с братом несправедливо осудили за убийство. Уже повзрослевшая героиня решает бороться с подобным правовым беспределом и отстаивает сторону тех людей, чьи дела вызывают сомнения. Естественно, у Мадлен появляются противники, самый главный из которых — прокурор, когда-то посадивший ее за решетку.

## В ролях

### Основной состав
- Рашель Лефевр - Мадлен Скотт, адвокат, специализирующийся на неправомерных обвинительных приговорах, провела десять лет в тюрьме за убийство своей лучшей подруги Розмари, хотя она этого не совершала.
- Расселл Хорнсби - Иезекииль" EZ " Будро, бывший адвокат по перестрахованию, который отменил приговор Мэдлин и теперь работает старшим членом ее фирмы.

## Обзор сезонов
| Сезон | Сезон | Эпизоды | Дата показа     | Дата показа | Рейтинг Нильсона | Рейтинг Нильсона       |
| Сезон | Сезон | Эпизоды | Премьера        | Финал       | Ранк             | Зрители США (миллионы) |
| ----- | ----- | ------- | --------------- | ----------- | ---------------- | ---------------------- |
|       | 1     | 13      | 15 февраля 2019 | 10 мая 2019 | 127              | 3,48                   |

## Эпизоды

### Сезон 1 (2019)
| № общий | № в сезоне | Название                                                                    | Режиссёр        | Автор сценария            | Дата премьеры   | Произв. код | Зрители в США (млн) |
| --- | ---------- | --------------------------------------------------------------------------- | --------------- | ------------------------- | --------------- | ----------- | ------------------- |
| 1 | 1          | «Pilot» «Пилот»                                                             | Патрисия Ригген | Дэвид Эллиот              | 15 февраля 2019 | 101         | 3.08                |
| в 18 лет Мэдлин была незаконно осуждена в деле о резонансном убийстве, которого она не совершала. Отсидев в тюрьме долгих 10 лет, Мэдлин оказывается на свободе благодаря стараниям адвоката Изи Будро. Теперь она полна решимости помогать людям, которые оказались в схожей ситуации. |            |                                                                             |                 |                           |                 |             |                     |
| 2 | 2          | «The Burden of Truth» «Бремя истины»                                        | Ховард Дойч     | Дэнни Стронг & Адам Армус | 22 февраля 2019 | 102         | 2.07                |
| группа юридической защиты от несправедливого преследования возбуждает дело Тамары Фолсом, жертвы изнасилования, несправедливо осужденной за убийство. В дополнение к делу Тамары, Мадлен приходит на защиту Леви после того, но раскрывает секрет о его прошлом, который заставляет ее задавать вопросы. Тем временем Изи борется за баланс между работой и семейной жизнью.                                                                             |            |                                                                             |                 |                           |                 |             |                     |
| 3 | 3          | «A Minor Confession» «Маленькое признание»                                  | Элоди Кин       | Венди Уэст                | 1 марта 2019    | 103         | 2.57                |
| церковь Изи берет на работу команду, чтобы вновь расследовать дело Уильяма Херстона, человека, осужденного за убийство в возрасте 14 лет из-за вынужденного признания. Тем временем Беллоуз принимает ответные меры против Мадлен, используя семью Розмари. Дело Уильяма резонирует с Изи, когда он пытается связаться со своим сыном-подростком Майклом. Тем временем Мэдлин находит новое руководство в расследовании смерти Розмари.                  |            |                                                                             |                 |                           |                 |             |                     |
| 4 | 4          | «The Shame Game» «Стыдная игра»                                             | Ховард Дойч     | Дэнни Стронг              | 8 марта 2019    | 104         | 1.90                |
| Мэдлин берется за дело Сары Бухари, женщины приговоренной к 25 годам тюремного заключения за убийство своего новорожденного ребенка. У Изи возникает дилемма, заключающаяся между его верой и правильным поступком. Тем временем Гор Беллоуз продолжает свой крестовый поход, чтобы помешать стремлению Мэдлин к справедливости, в то время как та обнаруживает нечто, что ставит ее на один шаг ближе к истине.                                         |            |                                                                             |                 |                           |                 |             |                     |
| 5 | 5          | «Cross to Bear» «Пресечение медведя»                                        | Марио Ван Пиблз | Стэйси А. Литтлджон       | 15 марта 2019   | 105         | 1.97                |
| когда белый расист умоляет Группу защиты от несправедливых наказаний помочь ему отменить свой незаконный приговор, команда вступает в конфликт относительно того, должны ли они вообще браться за его дело. Несмотря на возражения команды, Мэдлин намерена доказать его невиновность. Сильфон собирается принять решение о смене кампании. Тем временем Леви продолжает вести активное расследование, чтобы знать, кто подставил его за смерть Розмари. |            |                                                                             |                 |                           |                 |             |                     |
| 6 | 6          | «A CinderHella Story» «История Золушки»                                     | Неизвестно      | Неизвестно                | 22 марта 2019   | 106         | 2.33                |
| Правовая группа защиты от несправедливости занимается делом девушки, осужденной за убийство матери. Тем временем Мэдлин оказывается в ловушке из навалившихся проблем, пытаясь остановить Беллоуза, поддерживая ее отношения с Диланом, и становясь очевидцем шокирующей новости о бывшем однокласснике. |            |                                                                             |                 |                           |                 |             |                     |
| 7 | 7          | «Living and Dying in East Cleveland» «Жизнь и смерть в Восточном Кливленде» | Неизвестно      | Неизвестно                | 29 марта 2019   | 107         | 1.92                |
| Мэдлин путешествует вместе с активисткой Аминой Джексон, которая отстаивает гражданские права, чтобы бороться за справедливость в деле Дэвона Уоткинса, человека, приговоренного к смертной казни за убийство полицейского. Тем временем Мэдлин пытается спасти Леви от другой неприятной ситуации, в то время как Беллоуз и Санчес намеренно возобновляют дело против них обоих.                                                                        |            |                                                                             |                 |                           |                 |             |                     |
| 8 | 8          | «The Struggle for Stonewall» «Борьба за Стонуолл»                           | Неизвестно      | Неизвестно                | 5 апреля 2019   | 108         | 1.70                |
| Команда пытается оправдать Синди Уитмен, транс-женщину, которая ошибочно осуждена за убийство своего друга транс-гендера и активиста Ванессы. Тем временем у Вайолет на ее подкасте появляется приглашенная звезда Айра Гласс, а менеджер кампании Беллоу находит новые доказательства в деле об убийстве Розмари. Вдохновленная актерским составом, Мэдлин охватывает часть своей идентичности, которую она когда-то скрыла от своей семьи.             |            |                                                                             |                 |                           |                 |             |                     |
| 9 | 9          | «Acceptable Losses» «Приемлемые потери»                                     | Неизвестно      | Неизвестно                | 12 апреля 2019  | 109         | 1.74                |
| Когда к группе защиты от несправедливости обращаются, чтобы оправдать бывшего мальчишку Даниэля Эрнандеса, которого обвиняют в изнасиловании и убийстве, поворот в деле Дэвона Уоткинса заставляет Мадлен вернуться в Огайо. Тем временем Беллоус имеет дело с ценностями своей кампании, Леви встречается с одноклассником средней школы, чтобы узнать больше о прошлом Розмари, а Рен готов к условно-досрочному освобождению.                         |            |                                                                             |                 |                           |                 |             |                     |
| 10 | 10         | «SEAL Team Deep Six» «Команда морских котиков "Глубокая шестерка"»          | Неизвестно      | Неизвестно                | 19 апреля 2019  | 110         | 1.90                |
| Когда морского котика обвиняют в убийстве своего начальника, Мэдлин и команда полны решимости доказать ее невиновность. Леви старается лучше понять жизнь Розмари в старшей школе, так как Беллоуз делает решительный шаг, чтобы пересмотреть дело об ее убийстве. |            |                                                                             |                 |                           |                 |             |                     |
| 11 | 11         | «Shaken» «Потрясенный»                                                      | Неизвестно      | Неизвестно                | 26 апреля 2019  | 111         | 1.69                |
| Команда занимается делом Габриель Парселл, которая отбывает пожизненное заключение за то, что тряхнула свою маленькую дочь, а это привело к ее смерти. Тем временем Леви и Мэдлин узнают больше правды о прошлом Розмари и их школьном классе, в то время как Беллоуз и его команда продолжают свою миссию по отправке Мадлен обратно в тюрьму. |            |                                                                             |                 |                           |                 |             |                     |
| 12 | 12         | «In Defense of Madeline Scott, Part 1» «В защиту Мадлен Скотт. Часть 1»     | Неизвестно      | Неизвестно                | 3 мая 2019      | 112         | 1.57                |
| Изи берет иммиграционное дело, чтобы помочь молодому мечтателю, Гектору Косте, который был признан виновным в убийстве. Мэдлин, Боди, Рен, Леви и Вайолет продолжают собственное расследование дела об убийстве Розмари. Тем временем начинается противостояние между Мэдлин и Беллоу. |            |                                                                             |                 |                           |                 |             |                     |
| 13 | 13         | «In Defense of Madeline Scott, Part 2» «В защиту Мадлен Скотт. Часть 2»     | Неизвестно      | Неизвестно                | 10 мая 2019     | 113         | 1.66                |
| Когда на карту поставлена свобода Мэдлин, защита Изи натыкается на препятствия. Команда должна объединиться, чтобы сосредоточиться на раскрытии убийства Розмари, прежде чем истечет время. Тем временем Беллоуз закрывается, и в игру тут же вступают старые враги и новые свидетельские показания. |            |                                                                             |                 |                           |                 |             |                     |

## Производство

### Разработка
11 мая 2019 года канал FOX закрыл телесериал после одного сезона.